# عدد ومرسلی
عدد ومرسلی(به انگلیسی: Womersley number) یک عدد بی بعد است که در مکانیک بیوسیالات نشان دهنده ی رابطه ی فرکانس جریان ضربانی به ویسکوزیته است.این عدد به افتخار ریاضیدان بریتانیایی جان آر. ومرسلی(به انگلیسی: John Ronald Womersley) نامگذاری شده است.

## رابطه
{\displaystyle \alpha =R\left({\frac {\omega }{\nu }}\right)^{1/2}\ =R\left({\frac {\omega \rho }{\mu }}\right)^{1/2}\,,}
که در این رابطه {\displaystyle R} مقیاس طول مناسب (به عنوان مثال شعاع لوله)،{\displaystyle \omega } فرکانس زاویه ای نوسانات،{\displaystyle \nu } ویسکوزیته سینماتیک،{\displaystyle \rho } چگالی و {\displaystyle \mu } ویسکوزیته دینامیک سیال است.همچنین می توان عدد ومرسلی را از ضرب عدد رینولدز و عدد استروهال به دست آورد:
{\displaystyle \alpha =\left(2\pi \cdot Re\cdot Sr\right)^{1/2}\,.}